# Saint-Maurice (Valais)
|  | Aquest article tracta sobre el municipi al Valais. Si cerqueu altres llocs amb aquest nom al Valais, vegeu «Saint-Maurice». |

Saint-Maurice és la capital d'un municipi suís del cantó del Valais, cap del districte del mateix nom. Està situat a la riba esquerra del Roine, a l'entrada de l'engorjat d'aquest. Està agermanat amb Saint-Maurice (Val-de-Marne) a França.

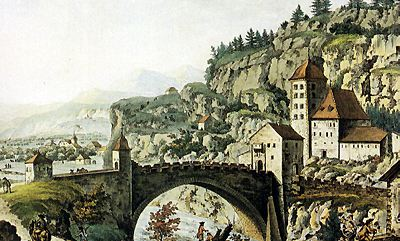
Saint-Maurice i el castell

Abans dels romans, una tribut celta del nom de Nantuates vivia en aquesta zona. La capital del Nantuates era Massongex (Toranea) situada a 3 km de Sant-Maurice. A més, Toranea era el centre religiós de les quatre tribus celtes del Valais (els nantuates, els veragres, els seduns i els uberis). Durant els romans, el lloc era anomenat Agaunum. Va prendre el nom actual per sant Maurici d'Agaunum, cap de la llegendària Legió Tebana suposadament martiritzada en aquest lloc.

## Història
Durant el període romà s'anomenava Acaunum. “Acaunum” és un mot l'origen del qual és celta, significa “penya” i fa referència a la paret de roca que s'aixeca sobre la ciutat.
Maurici és el nom del líder de la dotzena legió de Tebes (Egipte) que controlava el trànsit comercial en aquesta zona. Tots els soldats d'aquesta legió eren cristians i van morir com a màrtirs perquè van negar-se a renunciar a la religió cristiana.
L'abadia de Sant Maurici d'Agaunum va ser fundada l'any 515 pel rei Sant Segimon (fill de del rei Gundebald).